# Oggetti non stellari nella costellazione della Poppa
Principali oggetti non stellari visibili nella costellazione della Poppa

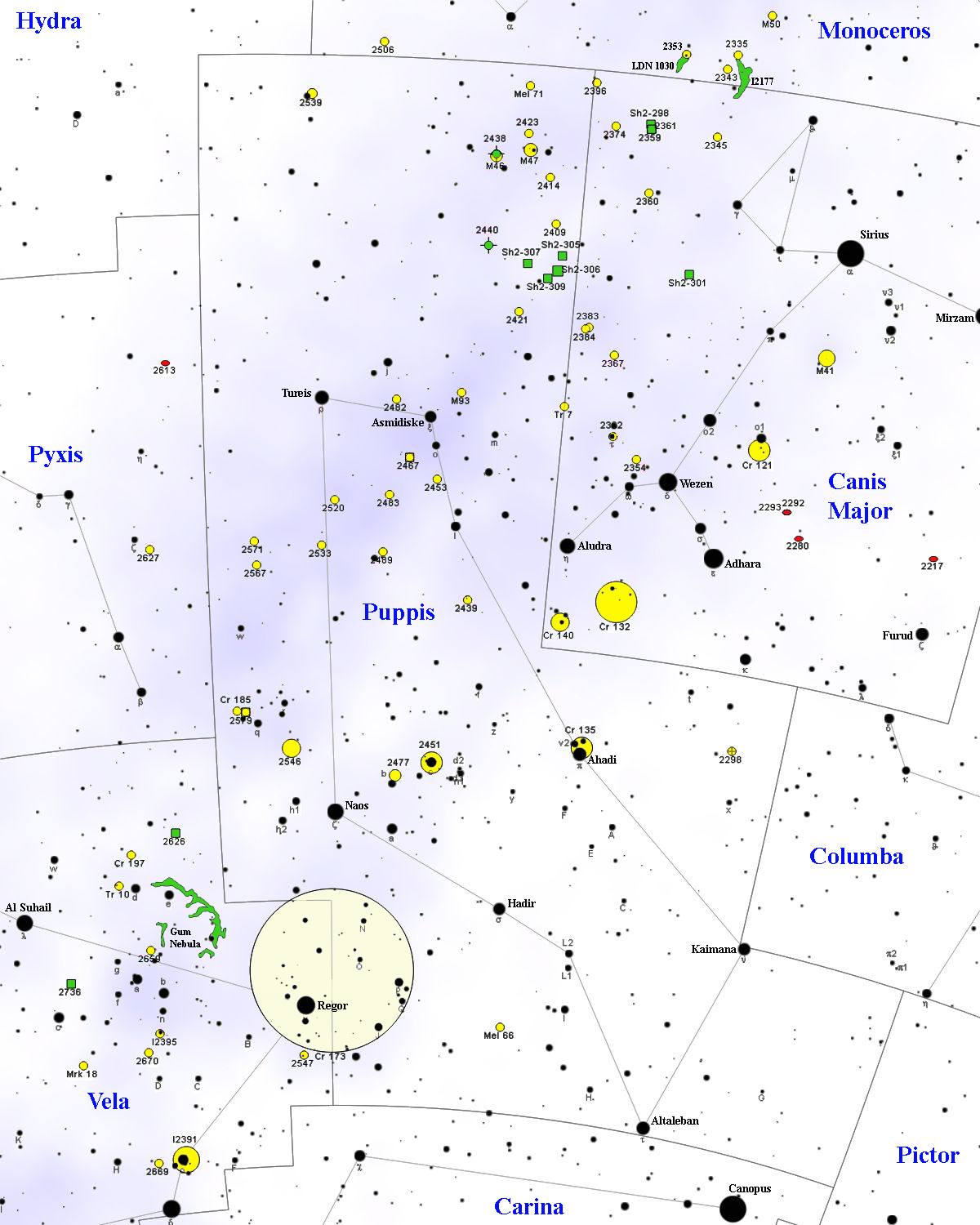
Mappa della costellazione della Poppa.

## Ammassi aperti
- Cr 135
- Cr 173
- M46
- M47
- M93
- NGC 2409
- NGC 2414
- NGC 2423
- NGC 2439
- NGC 2451
- NGC 2477
- NGC 2482
- NGC 2483
- NGC 2489
- NGC 2527
- NGC 2533
- NGC 2539
- NGC 2546
- NGC 2567
- NGC 2571
- vdB-Ha 23

## Ammassi globulari
- NGC 2298

## Nebulose protoplanetarie
- Nebulosa Zecca

## Nebulose planetarie
- NGC 2438
- NGC 2440

## Nebulose diffuse
- GS234-02
- Gum 10
- Nebulosa di Gum
- NGC 2467
- Sh2-299
- Sh2-300
- Sh2-302
- Sh2-305
- Sh2-306
- Sh2-307
- Sh2-309
- vdB 97
- vdBH 4
- vdBH 7

## Galassie
- ESO 255-7 (galassie interagenti)
- NGC 2200
- NGC 2201
- NGC 2310
- NGC 2328
- NGC 2427
- NGC 2501
- NGC 2517
- NGC 2525
- NGC 2559
- NGC 2564
- NGC 2566
- NGC 2578

## Gruppi di galassie
- Gruppo di NGC 2427
- Gruppo di NGC 2559